# تیفنباخ (راینلاند-فالتس)
تیفنباخ (به آلمانی: Tiefenbach) یک شهر در آلمان است که در راین-هونسروک واقع شده‌است. تیفنباخ ۷۹۵ نفر جمعیت دارد.